# 小林高行
小林 高行（こばやし たかゆき、1950年5月26日 - ）は、日本の実業家、東武宇都宮百貨店社長。栃木県経済同友会幹事。

## 経歴
1973年に、専修大学商学部を卒業して、東武宇都宮百貨店に入社し、2003年に取締役に昇格した。2004年から2009年まで東武百貨店に出向し、東武宇都宮百貨店に戻ってからは、取締役として大田原店長、本店長、常務取締役営業本部長兼本店長を経て、2013年に代表取締役社長となった。